# Air Togo
Air Togo, fullständigt namn Compagnie Aerienne Togolaise, var ett flygbolag från Togo baserat i Lomé på flygplatsen Lomé-Tokoins internationella flygplats. Bolaget började flyga år 2001 med trafik till Frankrike och till grannländerna i Västafrika samt inrikesflyg. De internationella destinationerna var Accra, Bamako, Cotonou, Ouagadougou och Paris. 
Bolaget upphörde med sin verksamhet 2005. Bolaget flög en Airbus A300 som såldes. 